# أوقستي ليتشنر
أوقستي ليتشنر (بالألمانية: Auguste Lechner)‏ هي مؤلفة وكاتِبة نمساوية، ولدت في 2 يناير 1905 في إنسبروك في النمسا، وتوفي بنفس المكان في 25 فبراير 2000.